# Wochenblatt Verlagsgruppe
Die Wochenblatt Verlagsgruppe geht zurück auf das im Jahr 1973 von Udo J. Sieber gegründete Landshuter Wochenblatt. Die Verlagsgruppe entstand aus der Fusion dreier Wochenblattverlage im Jahr 1989. Das Wochenblatt ist eine wöchentlich erscheinende Gratiszeitung, die durch Anzeigen und Werbebeilagen finanziert wird. Der Hauptsitz des Verlages befindet sich in Landshut. Das Kernverbreitungsgebiet ist Ostbayern. Die Auflage beträgt gut 850.000 Exemplare.
Der Verlag ist Partner in der Anzeigenblattgruppe Südbayern.

## Redaktioneller Schwerpunkt
In den 18 regionalen Wochenblatt-Ausgaben werden regionale und nationale Themen behandelt. Die Hauptredaktionen befinden sich in Landshut, Passau, Regensburg und Altötting und werden durch viele kleine Redaktionen, verteilt im ostbayerischen Raum, unterstützt.
Seit Juli 2010 ist die Wochenblatt-Verlagsgruppe verstärkt auch im Internet aktiv und veröffentlicht dort eine digitale Tageszeitung mit Lokalnachrichten ihrer Redaktionen sowie überregionalen Nachrichten heraus. In der Online-Ausgabe sind die Printausgaben als E-Paper abrufbar.

## Veruntreuung und Bestechung
Der Herausgeber und Geschäftsführer des Verlags Herbert Zelzer wurde im Januar 2009 wegen Veruntreuung zu elf Monaten Freiheitsstrafe auf Bewährung und zu einer Zahlung von 200.000 Euro verurteilt. Die Wirtschaftsstrafkammer des Landgerichts Landshut sah es als erwiesen an, dass Zelzer Schmiergelder in Höhe von rund 400.000 Euro an Anzeigenkunden bezahlte, damit diese Werbung im Wochenblatt schalten. Zelzer verdiente daran wiederum als umsatzbeteiligter Geschäftsführer mit. Der Strafbestand der Bestechung von Zelzer galt ebenso als erwiesen, allerdings war dieser schon verjährt.

## Unternehmen der Verlagsgruppe

### Die Verlagsgruppe, ihre Tochterunternehmen und Beteiligungen
Altöttinger Wochenblatt,
Wochenblatt Amberg (in Zusammenarbeit mit der Oberpfälzischen Wochen-Zeitung (OWZ)),
Bayerwald Wochenblatt,
BGL Wochenblatt,
Chiemgau Wochenblatt,
Rundschau Cham,
Deggendorfer Wochenblatt,
Freisinger Wochenblatt,
Isar Wochenblatt,
Rundschau Kelheim,
Landshuter Wochenblatt,
Mühldorfer Wochenblatt,
Passauer Woche,
Rottal-Inn Wochenblatt,
Rundschau Schwandorf,
Straubinger Wochenblatt,
Wochenblatt Weiden (in Zusammenarbeit mit der Oberpfälzischen Wochen-Zeitung (OWZ)),
Wochenblatt Erding,
Wochenblatt Verlagsgruppe,
Sinnic Media Consulting GmbH,
Softidea GmbH,
Media-Type GmbH,
Blick-Punkt Anzeiger Vertriebsgesellschaft mbH

### Ehemalige Tochterunternehmen
Regensburger Wochenblatt, eingestellt am 6. Oktober 2021